# Galatina Negroamaro
Il Galatina Negroamaro è un vino DOC la cui produzione è consentita nella provincia di Lecce.

## Caratteristiche organolettiche
- colore: rosso rubino più o meno intenso con eventuali riflessi tendenti al rosso mattone se invecchiato
- odore: caratteristico, gradevole ed intenso
- sapore: pieno, elegante, armonico

## Storia
La coltivazione di questo vino così particolare risale almeno all'epoca della colonizzazione greca (VII secolo a.C.). Fino a non molto tempo fa, la viticoltura pugliese era orientata soprattutto alla produzione di vini da taglio (ovvero vini da unire ad altri), il Negroamaro era molto ricercato per dare colore ai vini del Nord o a quelli francesi.

## Abbinamenti consigliati
Carni rosse, di manzo e di maiale, arrosto o alla brace; selvaggina e gustosi piatti di pesce.

## Produzione
Provincia, stagione, volume in ettolitri
- nessun dato disponibile